# Gremium europäischer Regulierungsstellen für elektronische Kommunikation
Das Gremium europäischer Regulierungsstellen für elektronische Kommunikation (GEREK, englisch Body of European Regulators for Electronic Communications, BEREC) besteht seit 2010 und ist in Zusammenarbeit mit der Europäischen Kommission tätig. Das Gremium wurde durch die Verordnung (EG) Nr. 1211/2009 etabliert. Das GEREK wird durch die Agentur zur Unterstützung des GEREK („GEREK-Büro“) mit Sitz in Riga (Lettland) unterstützt. Die Behörde ist bei der Europäischen Kommission angesiedelt, was einige wichtige Staaten bis zuletzt verhindern wollten. Vor allem Deutschlands große Koalition und Spanien wollten dem GEREK nur den Status eines „privaten Vereins“ zubilligen.

## Zusammensetzung
Das GEREK besteht aus Vertretern der jeweiligen nationalen Regulierungsbehörden aller EU-Mitgliedsstaaten. Die EU-Kommission, die EFTA-Überwachungsbehörde und weitere europäische Staaten (Albanien, Island, Liechtenstein, Mazedonien, Montenegro, Norwegen, Schweiz, Serbien und die Türkei) entsenden jeweils einen Beobachter.
Zum Vorsitzenden für das Jahr 2019 wurde Jeremy Godfrey ( ComReg) gewählt. Seine Stellvertreterinnen und Stellvertreter sind Dan Sjöblom ( PTS), Tanja Muha ( AKOS), Marcin Cichy ( UKE) und Konstantinos Masselos ( EETT).